# Gypsophila davisii
Gypsophila davisii är en nejlikväxtart som beskrevs av Youssef Ibrahim Barkoudah. Gypsophila davisii ingår i släktet slöjor, och familjen nejlikväxter. Inga underarter finns listade i Catalogue of Life.